# Franjo Nefat
Franjo Nefat (Francesco Neffat), pulski radnik, predsjednik Narodnooslobodilačkog odbora grada Pule i Narodnog odbora grada Pule.
Pred kraj Drugog svjetskog rata Pula se nalazila pod njemačkom upravom unutar tzv. Jadranskog primorja (njem. Adriatisches Küstenland). Partizanska vojska pod vodstvom Tita napredovala je prema zapadu kako bi zauzela Istru i Julijsku krajinu s Trstom, osigurajući bolji položaj za buduće pregovore oko državno-pravnog statusa i budućeg društveno-političkog poretka ovih prostora. Bitka za Pulu dovršena je 5. svibnja padom Muzila kojeg su ubrzali dvojica Puljana, komunist Romano Kumar i socijalist Steno Califfi, uspjevši pronaći cijevi kojima se Muzil opskrbljivao vodom.
Nakon prelaska Pule u jugoslavenske ruke u grad dolaze i neki budući članovi Narodnooslobodilačkog odbora koji su većinom bili Talijani, radnici, članovi komunističke, socijalističke i republikanske partije. 2. svibnja 1945. u školi "G. Giusti" (danas OŠ "Tone Peruška") na Poljani sv. Martina službeno je osnovan GNOO za Pulu. Predsjednikom je izabran pulski radnik Francesco Neffat (koji je zatim promijenio ime u Franjo Nefat).
Sjećanje Franje Nefata, jednog od vodećih ljudi antifašističkog pokreta Pule, značajno je za analizu općeg stanja antifašističkih snaga u gradu. On tvrdi:
| “ | (...) od kapitulacije Italije do oslobođenja u Puli nisu djelovali ni CLN, KPI, PSI, Partito socialdemocratico, Partito d’Azione itd. Antifašistički pokret u Puli bio je jedinstven, dobro organiziran..., a tek nakon oslobođenja i dolaska angloameričkih jedinica u Pulu došlo je do razbijanja radničkog i demokratskog pokreta i stvaranja dva fronta: jednog za priključenje Jugoslaviji i drugog za priključenje Italiji. S jedne strane bili su KPJ, Jedinstveni sindikati, SKOJ, USAOH, Narodna fronta, APJG, a s druge strane KPI, PSI, PSD, DC, Sindacati Giuliani, Partigiani Italiani (...) | ” |

Francesco Neffat bio je jedan od potpisnika Pazinske deklaracije koju je sastavio mons. dr. Božo Milanović za Parišku mirovnu konferenciju 1947. godine.
Nakon dogovora oko pripadanju Zone B i dijela Zone A (u kojoj se nalazila Pula) Jugoslaviji 1947. godine, Franjo Nefat izabran je predsjednikom Narodnog odbora grada Pule na čijem će čelu ostati sljedećih sedam godina, odnosno do 1954. godine.

## Vanjske poveznice
- Pazinska deklaracija[neaktivna poveznica]

| političke službe | političke službe                                     | političke službe          |
| ---------------- | ---------------------------------------------------- | ------------------------- |
| služba stvorena  | predsjednik Narodnooslobodilačkog odbora Pule 1945.  | služba ukinuta            |
| služba stvorena  | predsjednik Narodnog odbora grada Pule 1947. – 1954. | nasljednik Mirko Perković |